# Norman Rush
Pour les articles homonymes, voir Rush.
Norman Rush, né le 24 octobre 1933 à Oakland en Californie, est un écrivain américain, récompensé du National Book Award en 1991.

## Biographie
Norman Rush s'initie à la littérature à l'âge de 11 ans, en écrivant, imprimant et vendant un journal, The Town Crier. Il écrit également des nouvelles, ce qu'il continue de faire lorsqu'en tant qu'objecteur de conscience, il est emprisonné neuf mois à Tucson, pendant la guerre de Corée, en 1951. En 1956, il est diplômé du Swarthmore College. Il devient alors libraire en livres anciens avant d’enseigner la littérature. De 1978 à 1983, il codirige les Peace Corps au Botswana dont l'expérience lui permet de publier son premier recueil de nouvelles, Les Blancs (Whites), en 1986.